# Aeroportul Ben Slimane
Aeroportul Ben Slimane (IATA: GMD, ICAO: GMMB) este un aeroport din Ben Slimane⁠(d), Ben Slimane Province⁠(d), Casablanca-Settat⁠(d), Maroc ce deservește zona Benslimane⁠(d). Aeroportul a fost tranzitat în 2022 de 501 pasageri.
Situat la o altitudine de 191 m, aeroportul dispune de o singură pistă.